# Bijes
Bijes  je negativan osjećaj koji čovjek doživljava kad ljutnja postane nekontrolirana. Kao takav, bijes je destruktivni osjećaj i često su njegove posljedice izrazito negativne jer u boljim slučajevima bijes se izražava na stvarima, u gorima na drugim ljudima. Bijes je često razoran, a uzroci su mu u godinama i godinama neiskazane ljutnje.

## Bijes u literaturi
- Na nebu nema takvog bijesa kao kada se ljubav pretvori u mržnju. Niti u paklu furije poput bijesa prezrene žene. – William Congreve
- Bijesan čovjek otvara usta, a zatvara oči. – Katon